# Storia confidenziale della letteratura italiana
Storia confidenziale della letteratura italiana è un'opera di Giampaolo Dossena, uscita in quattro volumi fra il 1987 e il 1994 presso l'editore Rizzoli. Il primo volume ha come sottotitolo Dalle origini a Dante e non reca numero ordinale, come se si trattasse di un'opera conclusa.
Ad esso hanno fatto invece seguito un secondo volume, L'età del Petrarca, nel 1989; un terzo, Il Quattrocento, nel 1990; un quarto, Il Cinquecento e il Seicento, nel 1994. Nella Nota conclusiva del quarto volume, a pag. 357, l'autore dichiara di avere "già quasi pronto il quinto volume, su Sette e Ottocento", e accenna scherzosamente a un volume sul Novecento. Questi volumi, tuttavia, non hanno più visto la luce.
L'opera è ordinata secondo un criterio rigorosamente cronologico; i capitoli, brevi e a volte brevissimi, recano come intestazione il nome di un luogo e una data, relativi a un evento, nel capitolo sommariamente descritto e discusso, che abbia rilievo per la letteratura italiana. Il primo capitolo è riferito a "Montecassino, 529 circa", l'ultimo a "Milano, 22 aprile 1699".
L'andamento della trattazione è esplicitamente antiaccademico e anticonformista; l'autore, che fa spesso riferimento a sé stesso in prima persona e si rivolge direttamente ai lettori, racconta una quantità di eventi anche storici e politici, che piano piano compongono un mosaico, lo sguardo d'assieme sul quale è offerto da capitoli più ampi (non formalmente distinguibili dagli altri), o comunque di argomento strettamente letterario, nei quali si sofferma su un autore, un'opera o un movimento letterario.